# Begonia sect. Reichenheimia
Begonia sect. Reichenheimia  es una sección del género Begonia, perteneciente a la familia de las begoniáceas, a la cual pertenecen las siguientes especies: 

## Especies
| - Begonia albococcinea - Begonia brandisiana - Begonia cardiophora - Begonia chingii - Begonia coriacea - Begonia corneri - Begonia fibrosa - Begonia floccifera - Begonia forbesii - Begonia foxworthyi - Begonia goegoensis - Begonia gomantongensis - Begonia gueritziana - Begonia harmandii - Begonia hasskarliana - Begonia henryi - Begonia hymenophylla - Begonia ignorata - Begonia intermixta - Begonia lithophila - Begonia lobbii | - Begonia mollis - Begonia muricata - Begonia nivea - Begonia nurii - Begonia parvula - Begonia peninsulae - Begonia phrixophylla - Begonia pierrei - Begonia pumilio - Begonia rabilii - Begonia rajah - Begonia speluncae - Begonia stictopoda - Begonia subpeltata - Begonia sudjanae - Begonia sychnatha - Begonia tenera - Begonia trichocarpa - Begonia trichopoda - Begonia vuijckii - Begonia wilsonii - Begonia × lindquistii |